# Olympische Jugend-Winterspiele 2016/Bob
Bei den Olympischen Jugend-Winterspielen 2016 in Lillehammer fanden am 20. Februar 2016 insgesamt zwei Wettbewerbe im Bobfahren statt. Im Gegensatz zu den vorherigen Spielen fand jedoch nur Wettbewerbe im Monobob statt.

## Bilanz

### Medaillenspiegel
| Platz  | Land           | Gold | Silber | Bronze | Gesamt |
| ------ | -------------- | ---- | ------ | ------ | ------ |
| 1      | Deutschland    | 2    | –      | –      | 2      |
| 2      | Österreich     | –    | 1      | –      | 1      |
| 2      | Russland       | –    | 1      | –      | 1      |
| 3      | Großbritannien | –    | –      | 1      | 1      |
| 3      | Norwegen       | –    | –      | 1      | 1      |
| Gesamt | Gesamt         | 2    | 2      | 2      | 6      |

### Medaillengewinner
| Disziplin      | Gold           | Silber           | Bronze          |
| -------------- | -------------- | ---------------- | --------------- |
| Monobob Männer | Jonas Jannusch | Maxim Iwanow     | Kristian Olsen  |
| Monobob Frauen | Laura Nolte    | Mercedes Schulte | Kelsea Purchall |

## Männer

### Monobob
| Platz | Land | Sportler         | Zeit        |
| ----- | ---- | ---------------- | ----------- |
| 1     | GER  | Jonas Jannusch   | 1:54,29 min |
| 2     | RUS  | Maxim Iwanow     | 1:54,44 min |
| 3     | NOR  | Kristian Olsen   | 1:54,53 min |
| 4     | ROU  | Mihai Țentea     | 1:54,62 min |
| 5     | SUI  | Marius Schneider | 1:55,00 min |
| 6     | GBR  | George Johnston  | 1:55,48 min |

Datum: 20. Februar

Weitere Teilnehmer aus deutschsprachigen Ländern:

7.  Gabriel Ospelt: 1:55,60 min

9.  Leonhard Pichler: 1:56,35 min

## Frauen

### Monobob
| Platz | Land | Sportler         | Zeit        |
| ----- | ---- | ---------------- | ----------- |
| 1     | GER  | Laura Nolte      | 1:57,41 min |
| 2     | AUT  | Mercedes Schulte | 1:57,65 min |
| 3     | GBR  | Kelsea Purchall  | 1:57,67 min |
| 4     | GBR  | Annabel Chaffey  | 1:57,82 min |
| 5     | GBR  | Aimee Davey      | 1:57,88 min |
| 6     | GER  | Vivian Bierbaum  | 1:58,54 min |

Datum: 20. Februar

Weitere Teilnehmerin aus deutschsprachigen Ländern:

8.  Paulina Götschi: 1:58,93 min